# Xian de Baojing
Le xian de Baojing (保靖县 ; pinyin : Bǎojìng Xiàn) est un district administratif de la province du Hunan en Chine. Il est placé sous la juridiction de la préfecture autonome tujia et miao de Xiangxi.

## Démographie
La population du district était de 279 748 habitants en 1999.